# KOP
KOP es un grupo español de hardcore punk creado en 1998, a partir del grupo de Speereth del cual se mantuvieron seis miembros, Juanrra, Josep, Irai J., Koku, Iker y Txero. Se caracteriza por las letras políticas, sociales y antirepresivas. Las canciones del grupo son en euskera, catalán y español.
En los días anteriores a un concierto que el grupo daría el 10 de septiembre de 2001 en la sala Razzmatazz de Barcelona teloneando a Fermin Muguruza varios medios de comunicación se hicieron eco de que sobre Juanrra, cantante de la banda, recaía una orden de busca y captura por una presunta colaboración con el Comando Barcelona de ETA, al pasar información sobre Pedro Varela, propietario de la librería Europa y líder del movimiento neonazi CEDADE. El concierto no se suspendió, a pesar de que Juan Ra se encontraba en paradero desconocido, gracias a la colaboración de otros artistas. 
En enero de 2002 Juanrra es detenido en Holanda y llevado a la prisión de máxima seguridad de Vught (Holanda) donde sufre régimen de aislamiento mientras el gobierno español solicita su extradición. Es condenado a 5 años de prisión por presunta colaboración con banda armada. En octubre de 2003 es extraditado a España tras un largo juicio en La Haya. En el mes de mayo de 2007 fue puesto en libertad.
Ante la liberación de Juanrra en 2007 Kop saca un nuevo disco, Nostrat, tras 6 años de inactividad discográfica. Este trabajo se divide en dos partes: la primera formada por temas nuevos interpretados por la banda con la presencia de Lucifersapo a la voz y con letras del propio Juanrra y una segunda constituida por temas antiguos del grupo interpretados o remezclados por DJ's u otros grupos como Boikot, Banda Bassotti, Berri Txarrak u Obrint Pas, además de una versión del grupo HHH.
En otoño de 2008, la banda anuncia su vuelta para dos primeros conciertos que tienen lugar el 9 y 10 de enero de 2009 en Barcelona (junto a At Versaris) y en Berriobeiti (en motivo del Hatortxu Rock 9,5). Estos dos primeros conciertos suponen el pistoletazo de salida de una gira que bajo el título "Sols el poble salva al poble" realizan durante 2009.
En octubre de 2010 se publica el álbum Acció directa y el videoclip de la canción que da título al disco.
En 2016 publican su primer CD doble: Radikal. Se aprecia un giro de sonido, acercándose más que nunca al Metal.

## Álbumes
- Ez Etsi (Single)
  - 1. No te rindas
  - 2. Ofensiva
  - 3. No se sap mai (directo, Bilbao)

- Internacionalista (1998)
  - 1. Boykot
  - 2. Kop
  - 3. No se sap mai
  - 4. Leitmotiv
  - 5. M.R.T.A.
  - 6. Pedres
  - 7. Segle XXI
  - 8. Golpe radikal
  - 9. Freedom
  - 10. Desalojos son disturbios
  - 11. Des del teu record

- Ofensiva (2001)
  - 1. Solidari@S
  - 2. No te rindas
  - 3. Ofensiva
  - 4. Atxantate
  - 5. Fuck the rules
  - 6. Utzi Bakean
  - 7. És control
  - 8. La tormenta
  - 9. Izotza

- Nostrat (2007)
  - 1. Repli(k)
  - 2. Guerrilla de la comunicació
  - 3. Idearis nostrats
  - 4. Tu voz estalla dentro
  - 5. Tornarem a lluitar junts
  - 6. Boykot (Revolta 21)
  - 7. Sols el poble salva el poble (Berri Txarrak)
  - 8. Utzi bakean (Banda Bassotti)
  - 9. Desalojos son disturbios (Boikot + Obrint Pas + Voltor)
  - 10. Camí ral (KOP + Tipuaixí; versión de HHH)
  - 11. Izotza (Afrika)
  - 12. Golpe radikal (DJ Merey)
  - 13. Freedom (Xerramequ Tiquis Miquis)

- Acció directa (2010)
  - 1. Acció directa
  - 2. Irreductibles
  - 3. Antinazis
  - 4. La lucha continúa
  - 5. BCN
  - 6. Guerrilla de la comunicació
  - 7. We're Not Angels
  - 8. Mecagoënlavirgen
  - 9. Resistència